# Богухвал II

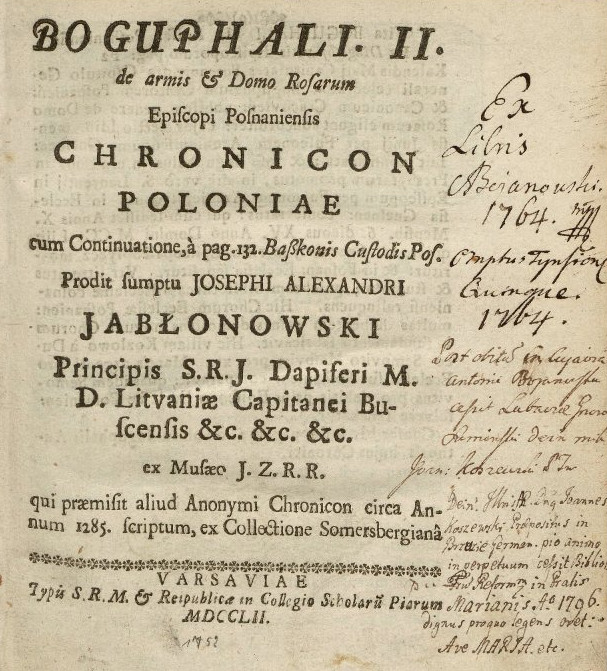
Первое издание Kroniki wielkopolskiej («Великой хроники о Польше, Руси и их соседях») датированное 1752 годом. В качестве автора указан епископ Познанский Богухвал II

Герб Порай

Богухвал II известный, также как Богуфал II (лат. Boguphalus II, пол. Boguchwał II или Bogufał II; ? — 9 февраля 1253, дер. Солец (ныне Великопольское воеводство, Польша)) — латинско-польский хронист, летописец XIII века, второй познаньский епископ.

## Биография
Шляхтич герба Порай. Время и место рождения — неизвестны. Использовал титул магистра, однако неизвестно, где он получил образование. В 1211 году стал схоластиком познаньским, в 1231 кустошем (хранителем) и каноником познаньской Архикафедральной базилики Святых Петра и Павла, в 1242 г. — познаньский епископ.
В 1244 или 1245 году демонтировал романскую, обветшавшую пресвитерскую церковь Познанского собора и начал возводить новое сооружение на её месте. В 1244 году Богухвал перешёл к князю Пшемыслу I и поселился там в ныне не существующей римско-католической церкви Святого Готарда.
В «Великой хроники о Польше, Руси и их соседях» указывал, что его принципом было соответствие идеалам благочестивого епископа, который должен ежечасно заботиться о духовных и материальных благах Церкви. О нём написано:

Богухвал наслаждался денно и нощно чтением книг Священного Писания, имел значительную коллекцию книг и любил их больше, чем сокровище. Умирая, он оставил их всех Познанскому собору. Этот благочестивый епископ, на второй год своего епископата, приказал, по какой-то причине, снять хоры Познанской церкви на землю, то есть полностью, снести и построить заново. Жил в своем епископате десять лет и двадцать шесть недель
В 1248 году он принял участие в Синоде во Вроцлаве .

## Труды
Автор «Великой хроники о Польше, Руси и их соседях» на латинском языке, написанной до 1252 г. В XVIII—XIX веках ему приписывали авторство «Великой хроники о Польше, Руси и их соседях» и издали этот труд под его именем.
Продолжателем этой хроники являлся Годислав Башко, который довёл хронику до 1271 г. Хроника эта до времен И. Лелевеля во всём своём объёме приписывалась Г. Башко, и только в XIX веке, благодаря трудам Лелевеля и В. А. Мацеёвского вопрос этот выяснился.
Ныне известны восемь рукописей «Великой хроники о Польше, Руси и их соседях»: две из них хранились в Санкт-Петербурге в Императорской публичной библиотеке, по одному в ватиканской апостольской, вилянувской, кёнигсбергской и бреславской библиотеках. «Великая хроника о Польше, Руси и их соседях» была издана во втором томе Зоммерсберга: «Silesiacarum rerum Scriptores» (Лейпциг, 1729), и у Белёвского в «Monumenta Poloniae historica».